# Lordiphosa basdeni
Lordiphosa basdeni är en tvåvingeart som först beskrevs av Wheeler 1957.  Lordiphosa basdeni ingår i släktet Lordiphosa och familjen daggflugor. Inga underarter finns listade i Catalogue of Life.